# Селянська Каса
Селянська Каса — центральний союз українських хліборобських райфайзенських спілок на Буковині, заснована С.Смаль-Стоцьким 1903 року в Чернівцях (одночасно організаційний, ревізійний і фінансовий центр для всіх видів української кооперації на Буковині.
Директор — Л.Когут, згодом О.Луцький.
1912 року Селянська Каса об'єднувала 174 кооперативи, у тому числі 159 спілок ощадності й позичок системи Райфайзена, 11 споживчих, 2 молочарські і 2 різні; близько 20000 членів.
Селянська Каса видавала, крім своїх органів «Вісника Союза» (1903-1907) і двотижневика «Народне Богатство» (1908-1910), низку брошур і книжечок на кооперативно-просвітницькі теми.
Господарська криза Селянської Каси поставила її 1914 року під управу Крайового банку.
Перетворена за румунської окупації на акційну спілку «Північно-Буковинський банк» (1924), Селянська Каса втратила свою громадську функцію.